# آندراش دوم
آندراش دوم(به مجاری: II. András)(زادهٔ پیرامون ۱۱۷۷- مرگ ۲۱ سپتامبر ۱۲۳۵) پادشاه مجارستان و کرواسی بود.
آندارش دوم کوچکترین پسر بلای سوم بود. بلا فرمانروایی شاهزاده‌نشین هالیچ را به او سپرده‌بود، ولی بویارهای هالیچ بر او شوریدند و نیروهای مجار را از آن سامان بیرون‌راندند. پس از مرگ بلا، ایمره جانشین پدر شد ولی آندراش بر او شورید. سرانجام فرمانروایی بر دالماسی و کرواسی بدو سپرده‌شد. با مرگ ایمره و پسر خردسالش -لاسلوی سوم- او توانست با یاری هواخواهنش به تاج و تخت مجارستان دست یازد.
آندراش دوم در جنگ صلیبی پنجم شرکت‌جست ولی پیروزی دندانگیری به دست نیاورد. از اقدامات او صدور منشور زرینی بود که مزایای ویژه‌ای را برای اشراف مجارستان اختصاص می‌داد. او سال‌ها پادشاهی نمود(از ۱۲۰۵ تا زمان مرگش)، ولی به مروز قدرتش رو به تضعیف گرایید و بارها کارش به جنگ با پسرانش کشیده‌شد.